# Up All Night (Album)
Up All Night ist das erste Studioalbum der englisch-schwedischen Indie-Rock-Band Razorlight, das am 28. Juni 2004 erschien und Platz 3 in den britischen Album-Charts erreichte. Es wurde zum größten Teil in den Sawmills Studios aufgenommen und in den Sphere Studios von John Cornfield abgemischt.

## Titelliste
Alle Lieder wurden von Johnny Borrell verfasst, es sei denn anders vermerkt.
1. Leave Me Alone – 3:50
2. Rock ’n’ Roll Lies (Borrell, John Fortis) – 3:08
3. Vice – 3:14
4. Up All Night – 4:03
5. Which Way Is Out – 3:18
6. Rip It Up – 2:25
7. Don’t Go Back to Dalston – 2:59
8. Stumble and Fall (Borrell, Ågren) – 3:25
9. Get It and Go – 3:22
10. In the City – 4:50
11. To the Sea (Borrell, Ågren) – 5:31
12. Fall, Fall, Fall – 2:42

## Kritik
Vicky Butscher von Laut.de lobte die gelungene Zusammensetzung des Albums aus verschiedenen Stilrichtungen und Melodien, um möglichst viel Abwechslung zu erzeugen. Außerdem merkte er die Ähnlichkeit zu der Band The Libertines an, welche spätestens ab Rock ’n’ Roll Lies nicht mehr zu verleugnen sei, was er mit „Angeblich spielte Fron[t]mann Johnny Borrell dort auch mal als Aushilfsbassist“ begründete. „[...] Wer die Songs nicht zu Ende hört, hat ohnehin verloren“ und „wird in Stücke wie Up All Night oder To the Sea nie reinkommen.“
Britta Kinkeldei vom Musikmagazin Intro übte gänzlich positive Kritik an Up All Night. Auch sie zog das Fazit, dass es „insgesamt eine knallige Mischung aus ruhiger Poesie und Energie“ sei und sie sich auf zukünftige Projekte von Razorlight freue. Laut ihr mache Razorlight den Libertines schon jetzt Konkurrenz.

## Kommerzieller Erfolg

### Chartplatzierungen
| ChartsChartplatzierungen     | Höchstplatzierung | Wochen |
| ---------------------------- | ----------------- | ------ |
| Vereinigtes Königreich (OCC) | 3 (70 Wo.)        | 70     |

| ChartsJahrescharts (2004)    | Platzierung |
| ---------------------------- | ----------- |
| Vereinigtes Königreich (OCC) | 45          |

| ChartsJahrescharts (2005)    | Platzierung |
| ---------------------------- | ----------- |
| Vereinigtes Königreich (OCC) | 51          |

### Auszeichnungen für Musikverkäufe
| Land/Region                  | Auszeichnungen für Musikverkäufe (Land/Region, Auszeichnung, Verkäufe) | Verkäufe    |
| ---------------------------- | ---------------------------------------------------------------------- | ----------- |
| Europa (IFPI)                | Platin                                                                 | (1.000.000) |
| Vereinigtes Königreich (BPI) | 4× Platin                                                              | 1.200.000   |
| Insgesamt                    | 5× Platin ·                                                            | 1.200.000   |

## Trivia
Das auf dem Album enthaltene Lied Don't Go Back to Dalston stellt eine Hommage an Pete Doherty von den Libertines dar, welcher mit einer starken Drogensucht zu kämpfen hatte. Johnny widmete ihm mit diesem Lied seine Hoffnungen und seinen Zuspruch auf Besserung.